# Chibwelo
Chibwelo è un ward dello Zambia, parte della Provincia Centrale e del Distretto di Kapiri Mposhi.